# Boston Park Plaza
El Boston Park Plaza es un hotel histórico en Boston, Massachusetts, Estados Unidos, inaugurado el 10 de marzo de 1927. Fue construido por el hotelero EM Statler como parte de su cadena Statler Hotels. Un prototipo del gran hotel estadounidense, se le llamó "ciudad dentro de una ciudad" y también contiene un edificio de oficinas contiguo. Fue el primer hotel del mundo en ofrecer radio en la habitación en todas las habitaciones.

## Historia
Durante la construcción del hotel, se descubrió que la altura prevista de 155 pies del Statler excedía la altura máxima de 125 pies (38,1 m) permitido por el Código de Construcción del Estado de Massachusetts. Sin embargo, el alcalde James Michael Curley otorgó al edificio una exención especial, lo que lo convirtió en el edificio más alto de la ciudad durante un tiempo, con la excepción de Boston Custom House. El edificio, que ocupa toda una manzana triangular de la ciudad, tiene dos usos. La mitad occidental alberga el hotel, mientras que la mitad oriental, desde la construcción del edificio, ha servido como oficinas.
El hotel abrió el 10 de marzo de 1927 como el Statler Hotel Boston. La cadena Statler se vendió a Hilton Hotels en 1954 y el hotel pasó a llamarse Statler Hilton en 1958. En diciembre de 1976, Hilton anunció su plan para cerrar el Statler Hilton Boston, que se evitó cuando la familia Irving M. Saunders compró el hotel y lo rebautizó como The Boston Park Plaza Hotel & Towers. El Saunders Hotel Group (Roger Saunders e hijos) vendió el Boston Park Plaza en 1997 a Starwood. En 2011, Starwood vendió el hotel por 126 millones de dólares a una sociedad entre Highgate Hotels, Rockpoint Group y Donald Saunders Family, LLC. Dos años más tarde, la sociedad Highgate/Rockpoint/Saunders vendió el hotel por 250 millones de dólares a Sunstone Hotel Investors REIT, que retuvo a Highgate para administrar el hotel y acortó el nombre del hotel a simplemente Boston Park Plaza. En 2016, Sunstone completó una renovación del hotel de $ 100 millones y recibió un premio Four Diamond de AAA.
En 2010, el Swan's Cafe del hotel fue nombrado uno de los mejores 5 casas de té en Nueva Inglaterra por la revista Yankee ; desde entonces ha cerrado. Desde 1994 hasta 2018, el Boston Park Plaza fue miembro de Historic Hotels of America, el programa oficial del National Trust for Historic Preservation .

### Otros inquilinos
El edificio del Hotel Statler también fue la sede de la Jurisdicción del Norte del Rito Escocés de 1927 a 1968, y el estudio de transmisión de la estación de radio WEZE desde 1957 hasta 1977. George Carlin trabajó brevemente como DJ en WEZE en 1957. TWA y Delta tuvieron taquillas en el edificio hasta 1998 y 2000 respectivamente. A fines de la década de 1960, la Universidad de Massachusetts Boston arrendó parte del edificio y lo convirtió en espacio para oficinas departamentales y de facultad. El edificio también sirvió como sede de Anthro New England, una convención furry celebrada en el área metropolitana de Boston.

### Park Plaza Castle
El hotel solía operar el Park Plaza Castle, una instalación para banquetes ubicada en el antiguo edificio adyacente Armería del Primer Cuerpo de Cadetes, que figura en el Registro Nacional de Lugares Históricos.